# لويد كرامر
لويد كرامر (بالإنجليزية: Lloyd Kramer)‏ هو مخرج أمريكي، ولد في 25 نوفمبر 1947 في Swampscott, Massachusetts ‏ في الولايات المتحدة.

## وصلات خارجية
- لويد كرامر على موقع IMDb (الإنجليزية)
- لويد كرامر على موقع ألو سيني (الفرنسية)
- لويد كرامر على موقع أول موفي (الإنجليزية)
- لويد كرامر على موقع قاعدة بيانات الأفلام السويدية (السويدية)
- لويد كرامر على موقع قاعدة بيانات الفيلم (الإنجليزية)
- لويد كرامر على موقع كينوبويسك (الروسية)